# Austeria (film)
Austeria – polski film psychologiczno-obyczajowy z 1982 roku w reżyserii Jerzego Kawalerowicza, zrealizowany na podstawie powieści Juliana Stryjkowskiego, z Franciszkiem Pieczką i Wojciechem Pszoniakiem w rolach głównych. Film jest laureatem Złotych Lwów na 9. Festiwalu Polskich Filmów Fabularnych w Gdańsku, gdzie pokonał Seksmisję (1983) Juliusza Machulskiego. Szczególnie chwalono zdjęcia Zygmunta Samosiuka.

## Fabuła
Rozpoczyna się I wojna światowa. Z galicyjskiego miasteczka uciekają Żydzi, m.in. młodziutka Asia i zakochany w niej Bum, zatrzymując się przy karczmie (tytułowej austerii) prowadzonej przez starego Taga. Wśród uciekinierów znajduje się także baronowa, niegdyś obracająca się w kręgach elity Wiednia. Dama bezskutecznie próbuje nakłonić Taga do ucieczki, a jego synowa i wnuczka są przerażone informacją o rychłym przybyciu wojsk kozackich, którą dzieli się z nimi Ukrainka Jewdocha, służąca i kochanka Taga. W austerii zatrzymuje się również węgierski huzar Istvan. Pod wieczór Bum wraca pod karczmę, dźwigając ciało martwej Asi, która zginęła w ogniu walk. Wkrótce potem do karczmy przybywa rodzina Asi i Buma. Tag decyduje się odprawić wokół zmarłej rytuał pogrzebowy.
Nocą do karczmy przybywają kolejni uciekinierzy, w tym cadyk z Żydaczewa wraz z grupą chasydów. Tag protestuje przeciwko głośnym śpiewom chasydów ze względu na obecność ciała zmarłej. Cadyk jednak udziela im pozwolenia na śpiew, argumentując to potrzebą zjednania się z Bogiem w trudnych czasach. O świcie austerię odwiedza miejscowy proboszcz, przyjaciel Taga. Proponuje mu transport z dala od działań wojennych, lecz stary karczmarz czuje się odpowiedzialny za swoich gości i odmawia mu. Potem ksiądz wraz z Bumem zmierza na cmentarz, aby pochować Asię. Na drodze staje im jednak kozacki patrol. Bum obraża Kozaków, w wyniku czego ci go aresztują. W tym czasie śpiący Tag doświadcza wizji sennej: Buma pod szubienicą i baronowej, która ofiarowuje sznur pereł za życie skazańca. Ksiądz budzi Taga z informacją, że Bum zostanie powieszony. Karczmarz próbuje interweniować u komendanta. Tymczasem o wschodzie słońca chasydzi budzą cadyka i odprawiają poranne modły. Postanawiają w szale religijnym wziąć rytualną kąpiel w rzece. Wówczas stają się celem ostrzału i giną, a woda zabarwia się krwią.

## Obsada
- Franciszek Pieczka – karczmarz Tag
- Wojciech Pszoniak – Rudy Josełe
- Jan Szurmiej – Kantor, syn Kantora
- Ewa Domańska – Asia
- Wojciech Standełło – cadyk
- Liliana Głąbczyńska – Jewdocha
- Szymon Szurmiej – Wilf
- Edward Żentara – chasyd „Złoty”
- Renata Berger – żona Rudego Josełe
- Seweryn Dalecki – Kramer
- Izabela Wieczorek – Lolka
- Zofia Bajuk – Mina
- Helena Kowalska – Sołowiejczykowa
- Gołda Tencer – Blanka
- Marek Wilk – Bum Kramer
- Mirosława Lombardo – Kramerowa
- Stanisław Igar – Apfelgrun
- Zofia Saretok – baronowa
- Leszek Kubanek – ksiądz
- Ernestyna Winnicka – żona cadyka
- Feliks Szajnert – Gerson
- Mieczysław Bram – Wohl
- Jan Hencz – Pritsch
- Szymon Herman – Sołowiejczyk
- Herman Lercher – rabin
- Aleksander Mincer – chasyd „Najmłodszy”
- Henryk Rajfer – chasyd „Młodzieniec”
- Michał Szwejlich – chasyd „Stary” (w czołowce nazwisko: Schwejlich)
- Krzysztof Kupiec – chasyd „Wysoki”
- Gerard Ojeda – Istvan
- Michał Białkowicz – chasyd „Gruby”
- Adam Czarko – chasyd „Garbaty”
- Jerzy Walczak – chasyd „Najmniejszy”
- Ewa Gierlińska(inne języki) – żona „Złotego”
- Iwona Hofman – żona „Najmniejszego”
- Alicja Malinowska – żona „Wysokiego”
- Stefania Staszewska – żona „Starego”
- Elżbieta Strzałkowska – żona „Chudego”
- Lena Szurmiej – żona „Garbatego”
- Etel Szyc – Róża Kramer
- Marek Węglarski chasyd „Kulawy”
- Jerzy Celiński – Kozak
- Ryszard Jabłoński – syn Wohla

## Produkcja
Jerzy Kawalerowicz oraz Tadeusz Konwicki pracowali nad scenariuszem Austerii już w latach 60. XX wieku. Jednakże scenariusz ukończony w 1967 roku nie został skierowany do realizacji ze względu na ówczesny konflikt izraelsko-arabski (wojna sześciodniowa), w którym blok państw Układu Warszawskiego opowiedział się po stronie arabskiej. Jak twierdził Jerzy Kawalerowicz, w jego intencji było stworzenie filmu o „zaginionej cywilizacji Żydów polskich”. Kawalerowicz miał na celu: 

przeciwstawić się opiniom przypisującym społeczeństwu polskiemu wrodzony antysemityzm, ale równocześnie [...] uniknąć polemicznego stylu. Wszelkie polemiki operują tendencyjnymi argumentami: jedni pokazują szmalcowników, ściągających okup od Żydów ukrywających się w czasie okupacji, drudzy w odpowiedzi pokażą poświęcenie polskich rodzin. Szukam innej możliwości. [...] Pisząc razem z [Tadeuszem] Konwickim i [Julianem] Stryjkowskim scenariusz Austerii, wyobrażałem sobie film o zaginionym świecie, o nieistniejącej już społeczności, z jej oryginalną kulturą myślową, obyczajami, sposobem reagowania, z religią.

Film kręcono w Przedbórzu i Odrzywole.
Początkowo Kawalerowicz i Konwicki, realizując scenę zbiorowej śmierci chasydów, planowali nadać zakończeniu jednoznaczny charakter i upozować tragiczny finał na rozstrzelanie od broni nazistowskich gestapowców. Obaj zdecydowali się jednak nadać owej scenie wymiar bardziej symboliczny. Tragedię społeczności skazanej na zagładę twórcy gry starali się oddać, utrzymując film w tonacji czerwieni, o co zadbał autor zdjęć Zygmunt Samosiuk.
Austeria została dopuszczona do rozpowszechniania bez uwag cenzorów. Ci bowiem stwierdzili, że film reprezentuje „wartości humanitarne” i nie stanowi politycznego zagrożenia. Scenariusz filmu zatwierdzony został przez ministra Eugeniusza Mielcarka 8 maja 1981 roku, a kolaudacja odbyła się – z pozytywnym skutkiem – 17 maja 1982 roku; większość członków kolaudacji przyznała Austerii najwyższą kategorię artystyczną. 17 lipca 1982 roku film skierowano do rozpowszechniania.

### Wydanie
W 2008 roku zdecydowano się poddać film cyfrowej rekonstrukcji w technologii 2K, którą wykonało Kino RP. Premiera kinowa odnowionej wersji cyfrowej miała miejsce 28 czerwca 2009 w Krakowie, a płyta Blu-ray z filmem jest dostępna od lutego 2010 roku.

## Odbiór
Tadeusz Sobolewski odczytywał finałową scenę tańca jako nieznośnie melodramatyczną, przywołującą na myśl folklorystyczną figurę „jasełkowego Żyda”. Michał Boni w krytycznej recenzji twierdził, iż Austerii „brakuje wewnętrznej prawdy. I chociaż jest w tym filmie patos zagrożenia oraz sugestywna zmysłowość wielu potocznych obrazów, to jednak chyba nie osiąga Kawalerowicz właściwego tonu”. Boni podważał wartość Austerii jako dzieła wiernego „prawdzie kultury polskich Żydów” oraz jej źródeł mityczno-historycznych: „zachowanie chasydów jest wedle logiki dzieła nieznośnie niewytłumaczalne [...], czysto kabaretowe, trochę estradowo-groteskowe”. Bardziej przychylny dziełu Kawalerowicza i Konwickiego był Krzysztof Teodor Toeplitz: „Reżyserowi udało się uniknąć dwóch zagrożeń: zarówno enigmatyczności, jak i folkloryzmu. W centrum Austerii stoi bowiem postać wyrastająca ponad oba stereotypy. Postać starego Taga wspaniale zagrana przez Franciszka Pieczkę […] przyjmuje wyroki losu z godnością, a równocześnie zgłasza wobec nich moralny i intelektualny sprzeciw”.
Zdaniem Krzysztofa Kornackiego „karczma (austeria) występuje jako pars pro toto społeczeństwa i kultury żydowskiej – i tej świeckiej, i tej religijnej – z zapadającym w pamięć obrazem (i muzyką) chasydów”. Kornacki dostrzegł w finałowej scenie śmierci chasydów „symboliczną zapowiedź Holocaustu”. Gabriella Safran zauważyła, że taniec chasydzki stanowi zapożyczenie od sztuki Szymona An-skiego Dybuk, jak również od filmu Michała Waszyńskiego pod tym samym tytułem.

## Nagrody i festiwale
Film został uznany przez amerykańskiego reżysera Martina Scorsese za jedno z arcydzieł polskiej kinematografii i w 2014 roku został wytypowany przez niego do prezentacji w Stanach Zjednoczonych oraz Kanadzie w ramach festiwalu polskich filmów Martin Scorsese Presents: Masterpieces of Polish Cinema.